# Jan Kobyrski
Jan Kobyrski (ur. 18 kwietnia 1895 w Wilnie, zm. wiosną 1940 na Ukrainie) – polski oficer – kapitan piechoty Wojska Polskiego, ofiara zbrodni katyńskiej.

## Życiorys
Urodził się w rodzinie Henryka i Petroneli z Iwaszkiewiczów. Absolwent szkoły realnej w Wilnie. W 1915 r. powołany do armii rosyjskiej, do 1 Zaporowego Pułku Gwardii. Po ukończeniu Wileńskiej Szkoły Wojskowej, został wysłany na front fiński. Był pięciokrotnie ranny. 22 kwietnia wstąpił do 4 Dywizji gen. Żeligowskiego. Walczył pod Odessą, nad Dnieprem, pod Złotą Lipą, nad rzeką Stryją. W 1919 r. po powrocie do kraju wcielony do 3 pp Leg., walczył w wojnie 1920 r.
W okresie międzywojennym służył w 3 pp Leg, następnie w 80 pp (lata 1924-1927), 51 pp (l. 1927-1931), 73 pp (l. 1931-1934). W 1935 r. przeniesiony do PKU Brześć n. Bugiem.
W kampanii wrześniowej w dowództwie Ośrodka Zapasowego 30 DP w Kobryniu. Aresztowany przez sowietów w Lubiszowie na Wołyniu, osadzony w Kamieniu Koszyrskim, potem w Kowlu. Został zamordowany wiosną 1940 na Ukrainie. Figuruje na liście wywózkowej LW 043/1 z 04.1940 r., poz. 44.

## Awanse
- podporucznik – 1916
- porucznik – 1917
- kapitan – 1921

## Ordery i odznaczenia
- Krzyż Srebrny Orderu Virtuti Militari - (nr 729)